# Евансвіль (Міннесота)
Евансвіль (англ. Evansville) — місто (англ. city) в США, в окрузі Дуглас штату Міннесота. Населення — 603 особи (2020).

## Географія
Евансвіль розташований за координатами 46°0′22″ пн. ш. 95°41′17″ зх. д. / 46.00611° пн. ш. 95.68806° зх. д. (46.006002, -95.687979).  За даними Бюро перепису населення США в 2010 році місто мало площу 2,04 км², з яких 2,03 км² — суходіл та 0,01 км² — водойми.

## Демографія
Згідно з переписом 2010 року, у місті мешкало 612 осіб у 272 домогосподарствах у складі 154 родин. Густота населення становила 300 осіб/км².  Було 292 помешкання (143/км²).
Расовий склад населення:
| - 97,9 % — білих - 0,8 % — корінних американців - 0,5 % — азіатів - 0,2 % — чорних або афроамериканців |

До двох чи більше рас належало 0,7 %. Частка іспаномовних становила 0,8 % від усіх жителів.
За віковим діапазоном населення розподілялося таким чином: 23,2 % — особи молодші 18 років, 51,6 % — особи у віці 18—64 років, 25,2 % — особи у віці 65 років та старші. Медіана віку мешканця становила 41,7 року. На 100 осіб жіночої статі у місті припадало 85,5 чоловіків;  на 100 жінок у віці від 18 років та старших — 85,8 чоловіків також старших 18 років.
Середній дохід на одне домашнє господарство  становив 43 319 доларів США (медіана — 36 771), а середній дохід на одну сім'ю — 52 632 долари (медіана — 40 625). За межею бідності перебувало 12,9 % осіб, у тому числі 9,5 % дітей у віці до 18 років та 19,0 % осіб у віці 65 років та старших.
Цивільне працевлаштоване населення становило 294 особи. Основні галузі зайнятості: освіта, охорона здоров'я та соціальна допомога — 25,9 %, виробництво — 22,4 %, роздрібна торгівля — 13,9 %, мистецтво, розваги та відпочинок — 7,5 %.